# Nogometni Klub Domžale
El Nogometni Klub Domžale és un club de futbol eslovè de la ciutat de Domžale.

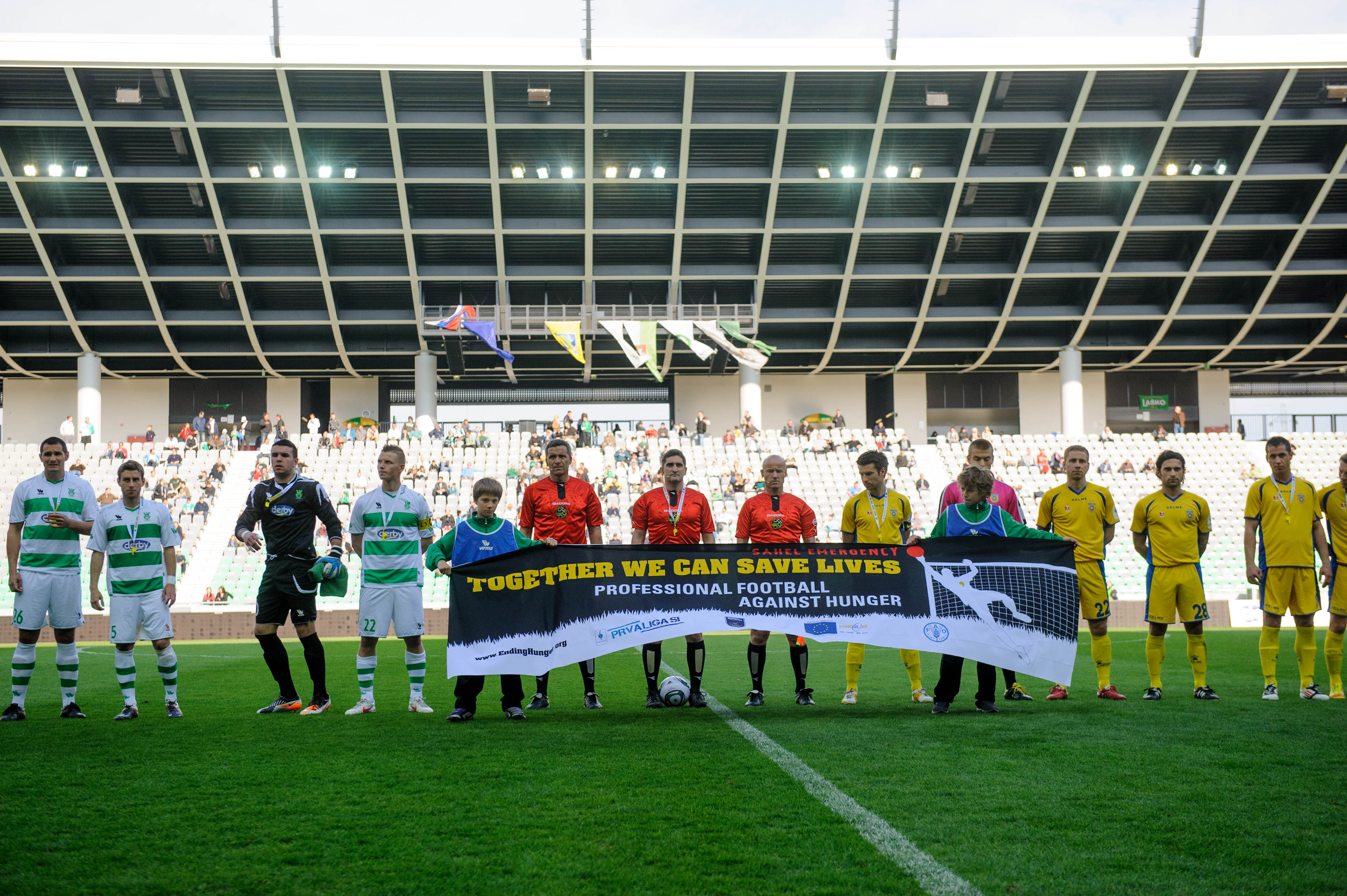
Olimpija – Domžale la temporada 2011–12.

## Història
El NK Domžale va ser fundat el 1921, essent un dels clubs més antics del país. El seu estadi, Športni park, fou construït el 1948 i renovat el 1997-1999 i el 2003-2004.

## Futbolistes destacats
- Dalibor Stevanovič
- Samir Handanovič
- Janez Zavrl
- Branko Ilič
- Ermin Rakovič
- Sebastjan Cimirotič
- Zlatan Ljubijankič

## Palmarès
- Lliga eslovena de futbol (2):
  - 2006-07, 2007-08
- Copa eslovena de futbol (1):
  - 2009-10